# Ла-Дуз
Ла-Дуз (фр. La Douze) — коммуна во Франции, находится в регионе Аквитания. Департамент — Дордонь. Входит в состав кантона Иль-Мануар. Округ коммуны — Перигё.
Код INSEE коммуны — 24156.

## География

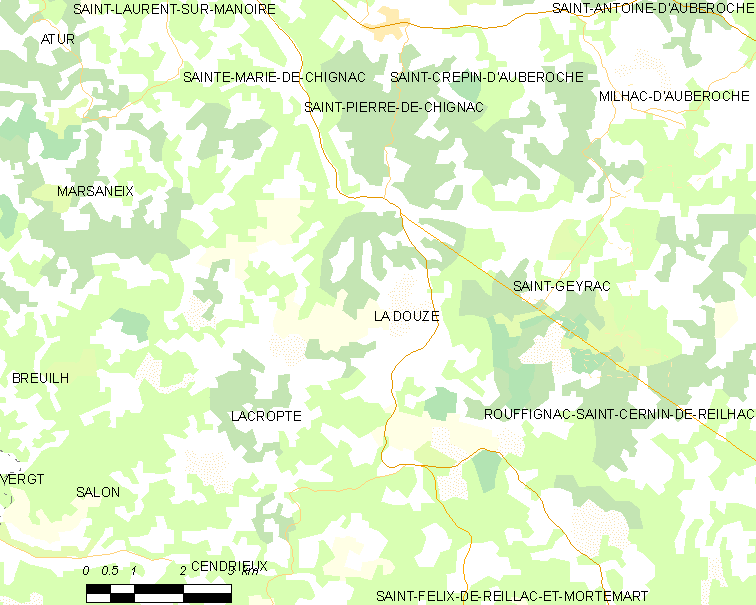
Карта коммуны

Коммуна расположена приблизительно в 440 км к югу от Парижа, в 120 км восточнее Бордо, в 18 км к юго-востоку от Перигё.

### Климат
Климат умеренный океанический со средним уровнем осадков, которые выпадают преимущественно зимой. Лето здесь долгое и тёплое, однако также довольно влажное, здесь не бывает регулярных периодов летней засухи. Средняя температура января — 5 °C, июля — 18 °C. Изредка вследствие стечения неблагоприятных погодных условий может наблюдаться непродолжительная засуха или случаются поздние заморозки. Климат меняется очень часто, как в течение сезона, так и год от года.

## Население
Население коммуны на 2010 год составляло 1069 человек.
| 1962 | 1968 | 1975 | 1982 | 1990 | 1999 | 2010 |
| ---- | ---- | ---- | ---- | ---- | ---- | ---- |
| 701  | 693  | 700  | 801  | 866  | 910  | 1069 |

## Администрация
| Период | Период | Фамилия         | Партия                    | Примечания       |
| ------ | ------ | --------------- | ------------------------- | ---------------- |
| 1977   | 1989   | Марсель Вибьян  | Социалистическая партия   | пенсионер        |
| 1989   | 1995   | Жан Фавро       | беспартийный              | электрик         |
| 1995   | 2008   | Эдмон Дебар     | беспартийный              | старший офицер   |
| 2008   | 2014   | Жан-Клод Вибьян | беспартийный              | пенсионер, юрист |
| 2014   | 2020   | Венсан Лакост   | Союз за народное движение |                  |

## Экономика
В 2010 году среди 672 человек трудоспособного возраста (15-64 лет) 504 были экономически активными, 168 — неактивными (показатель активности — 75,0 %, в 1999 году было 68,3 %). Из 504 активных жителей работали 437 человек (251 мужчина и 186 женщин), безработных было 67 (27 мужчин и 40 женщин). Среди 168 неактивных 39 человек были учениками или студентами, 66 — пенсионерами, 63 были неактивными по другим причинам.

## Достопримечательности
- Церковь Св. Петра в оковах (XV век). Исторический памятник с 1927 года[5]
- Замок Ла-Дуз (XVII век)
- Замок Тайо

## Фотогалерея

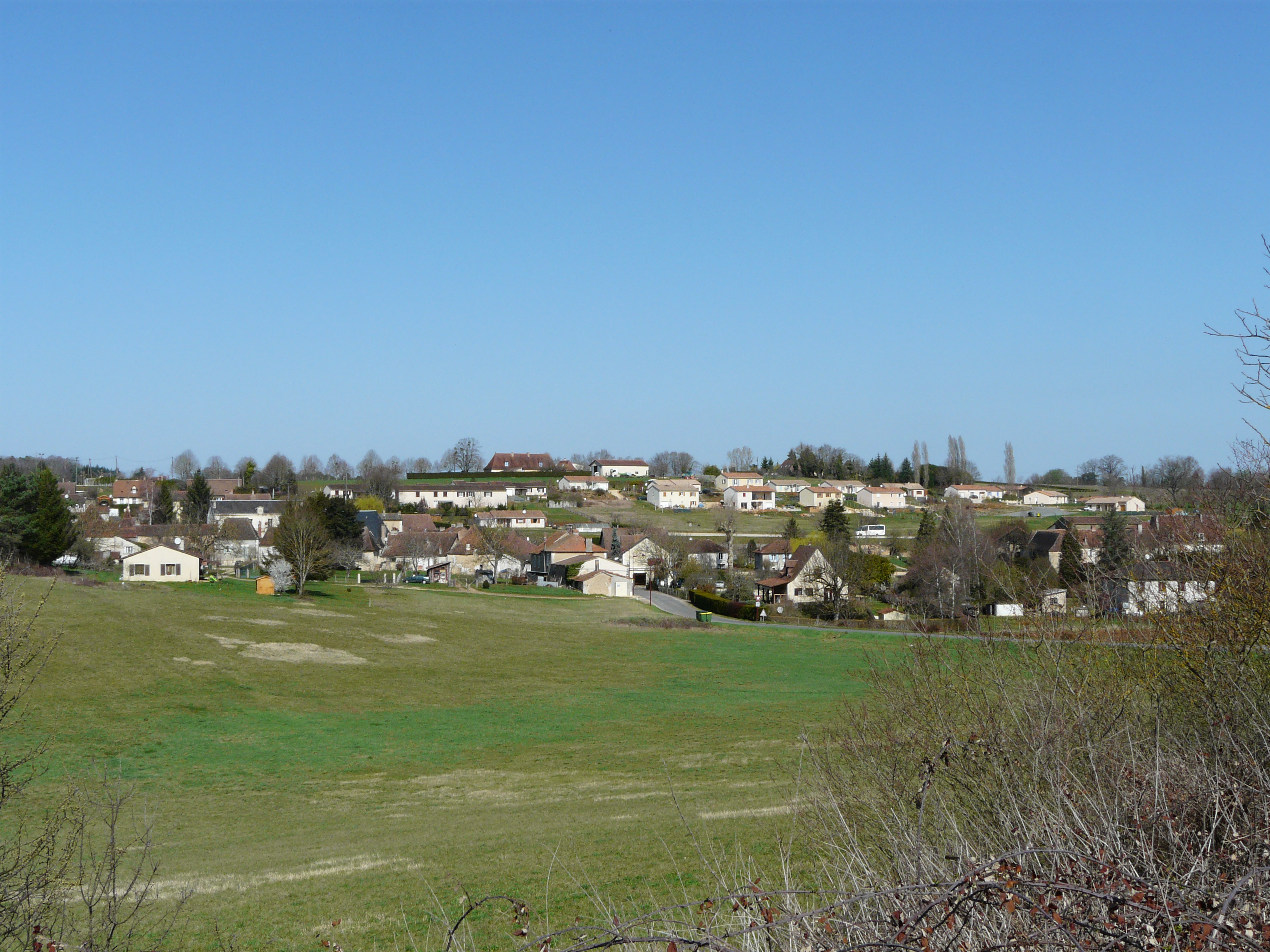
Ла-Дуз
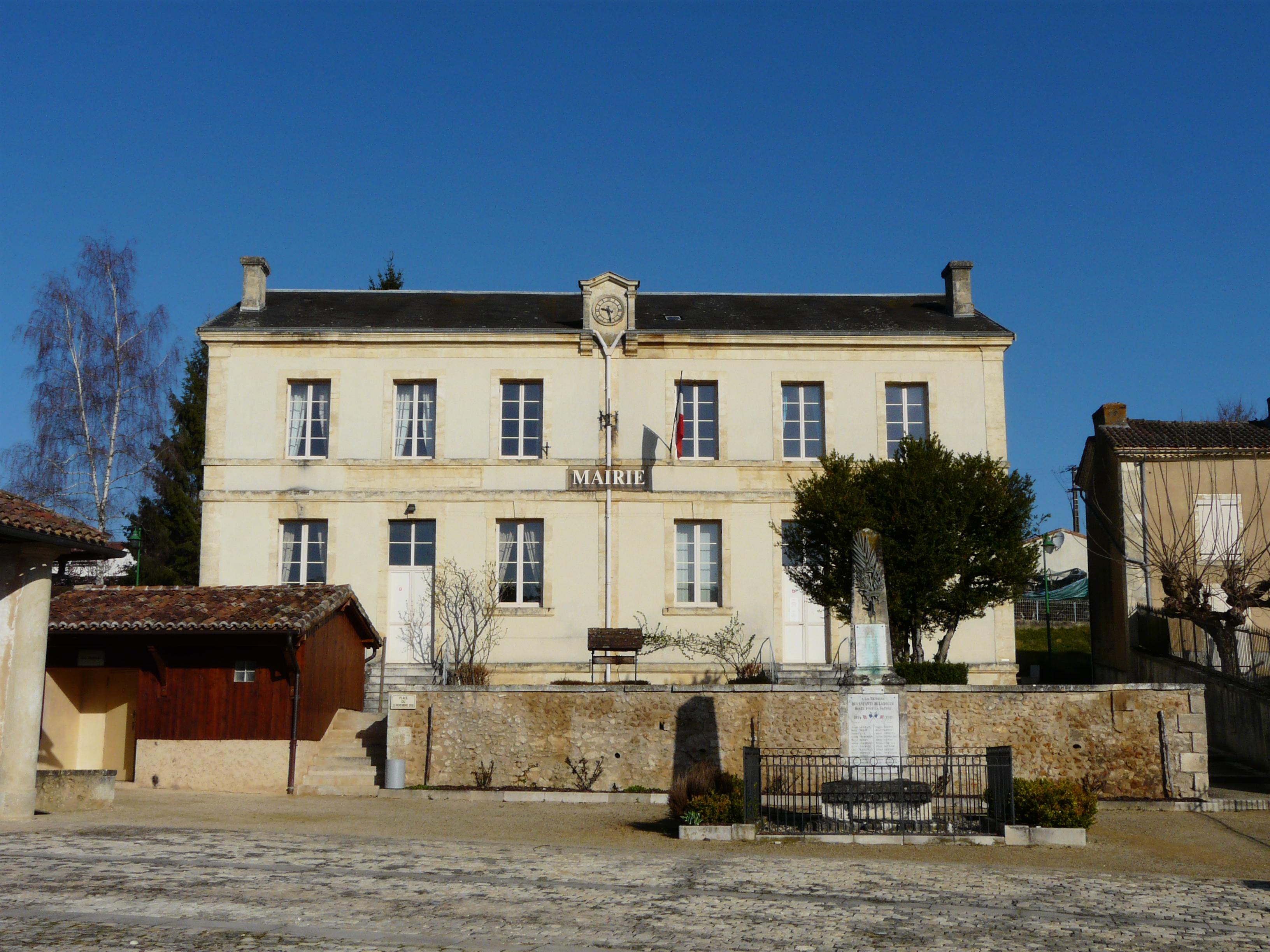
Мэрия
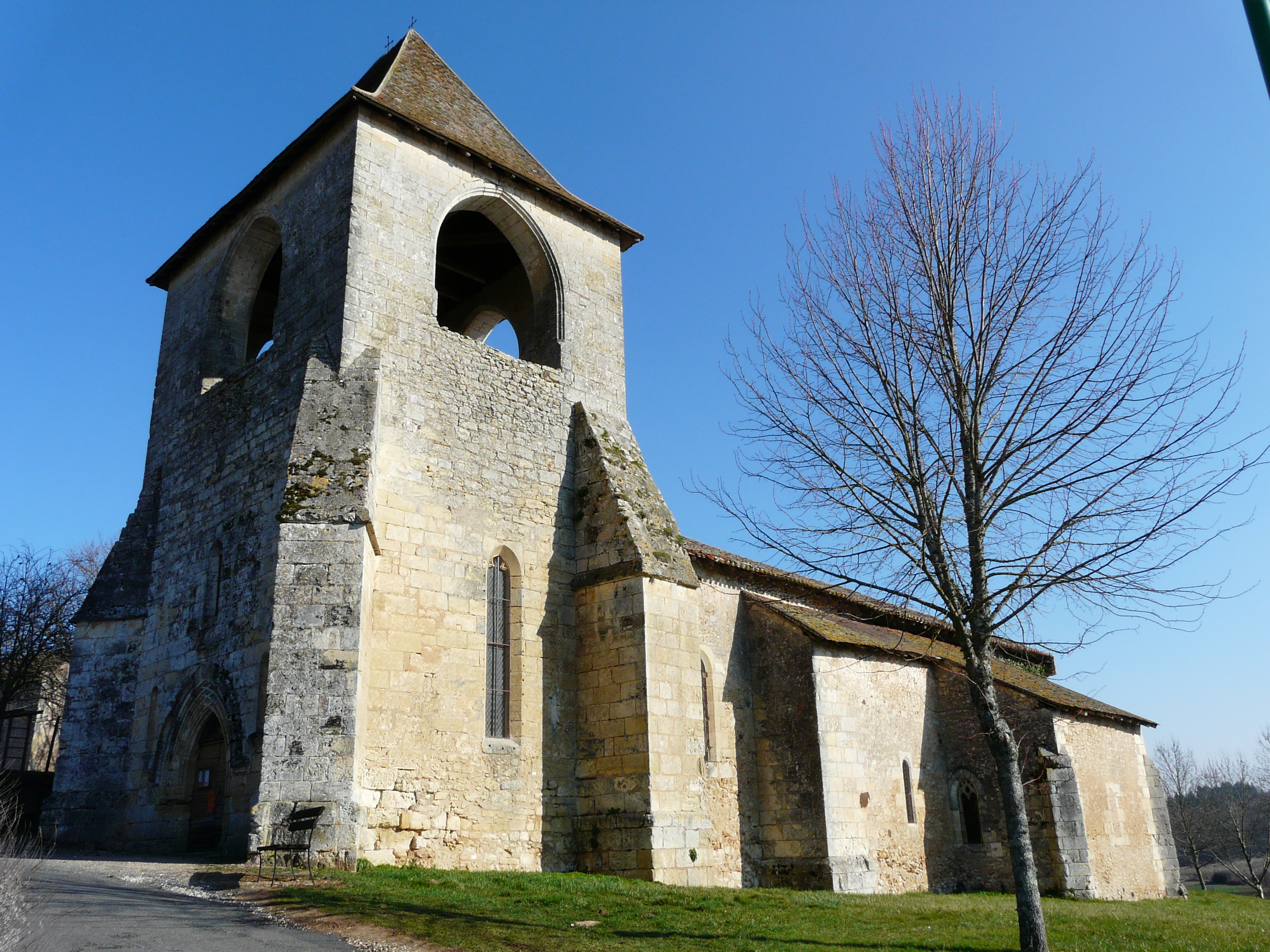
Церковь Св. Петра в оковах
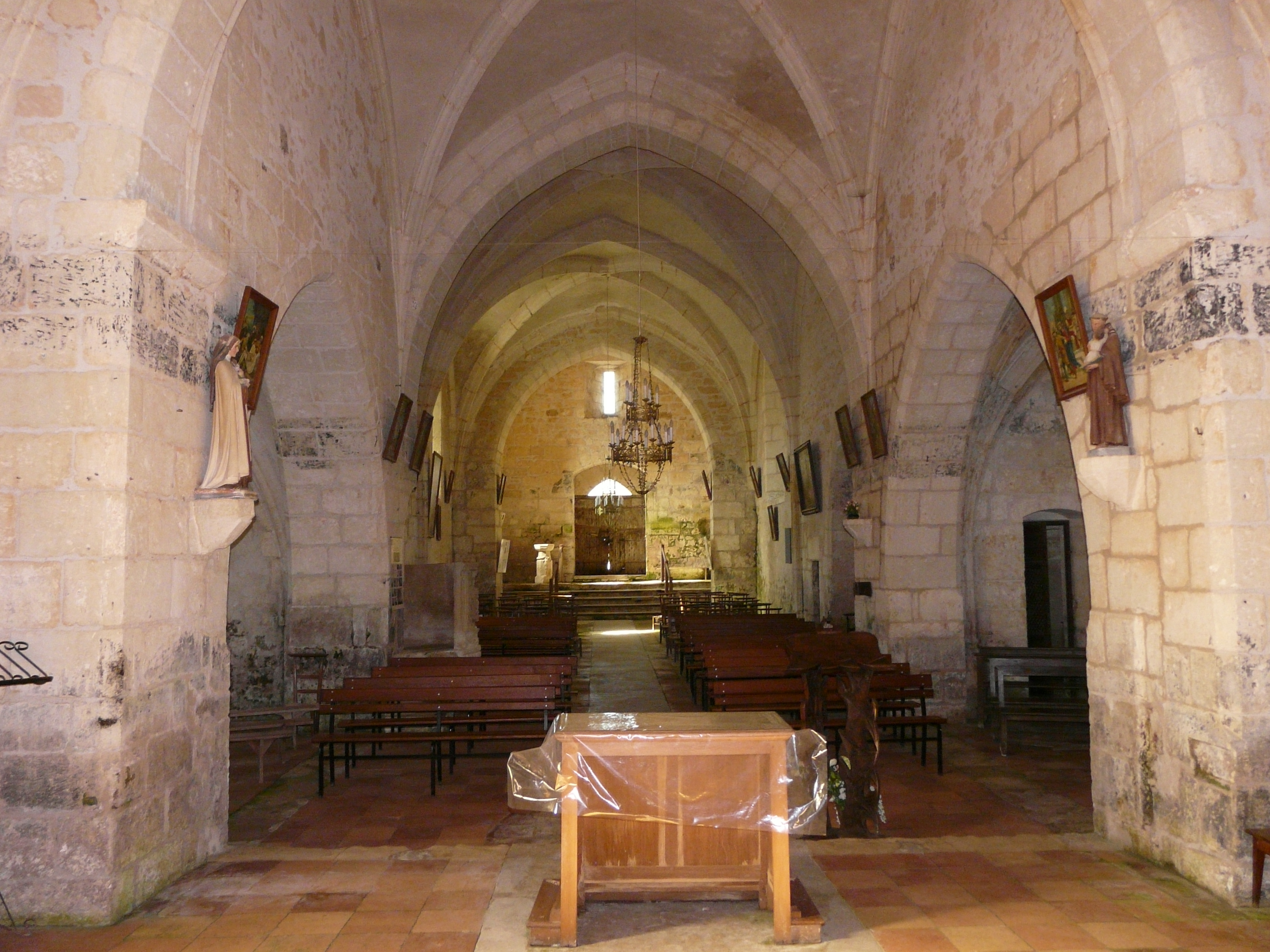
Интерьер церкви Св. Петра в оковах
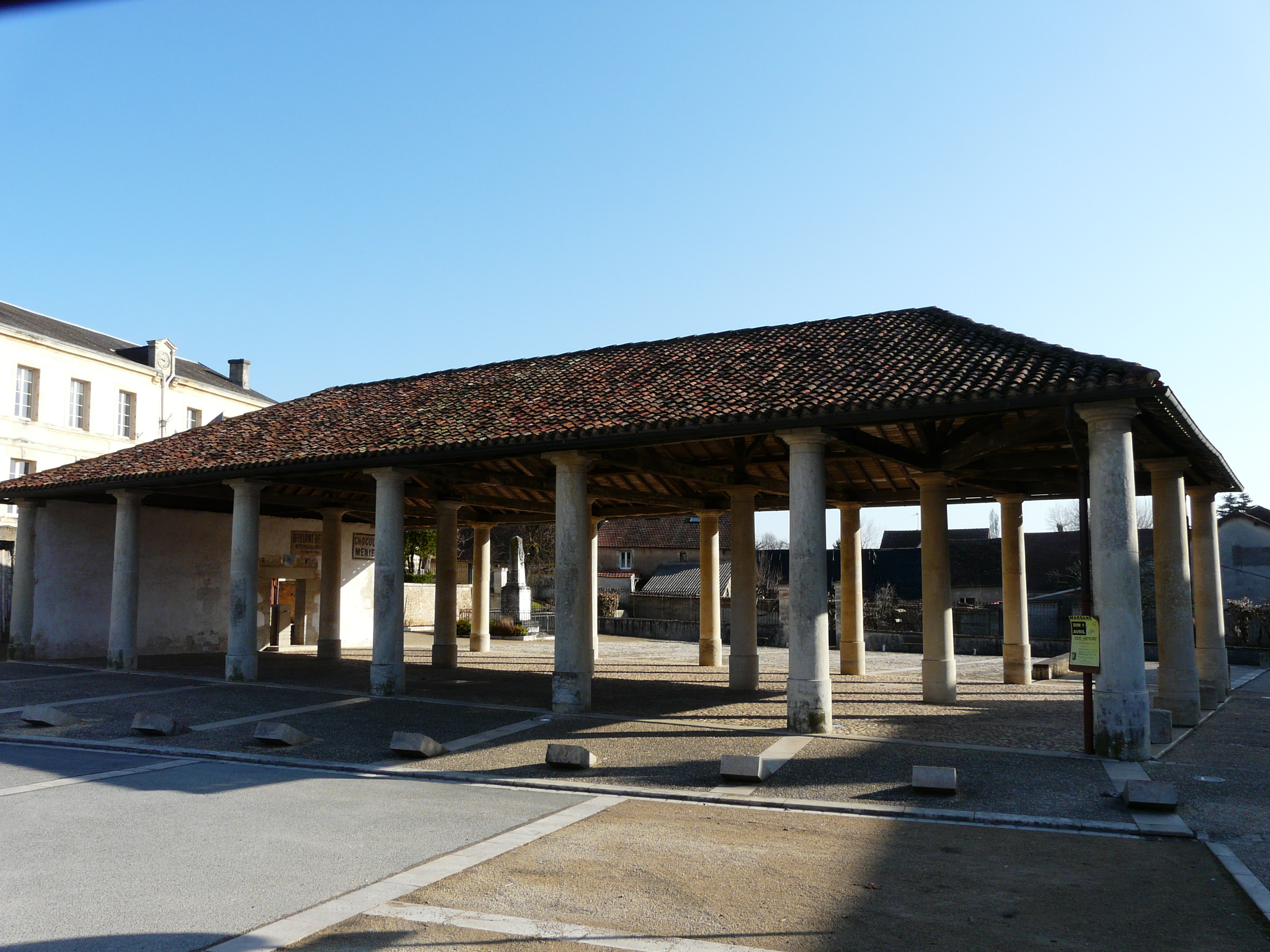
Крытый рынок
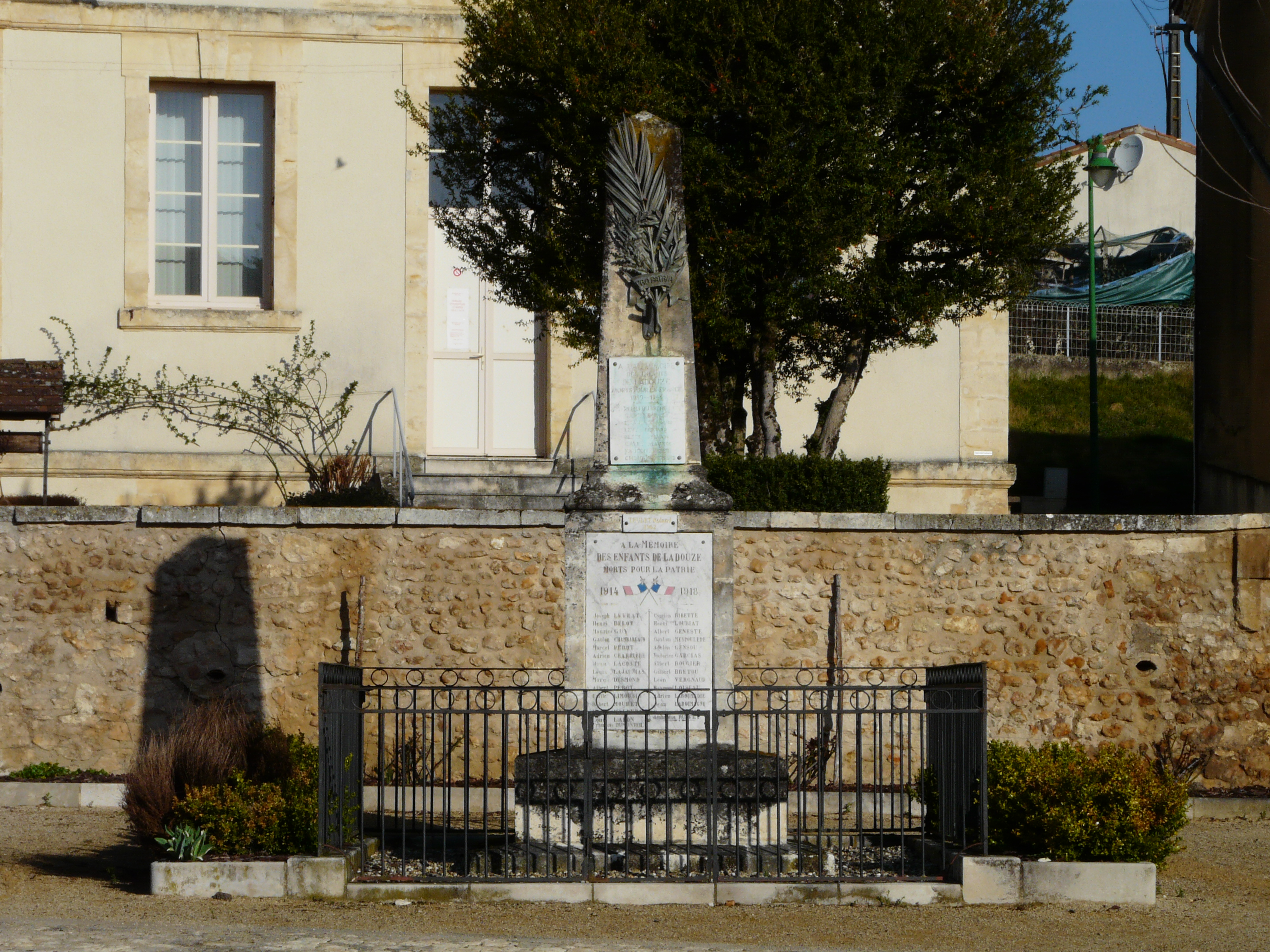
Военный мемориал
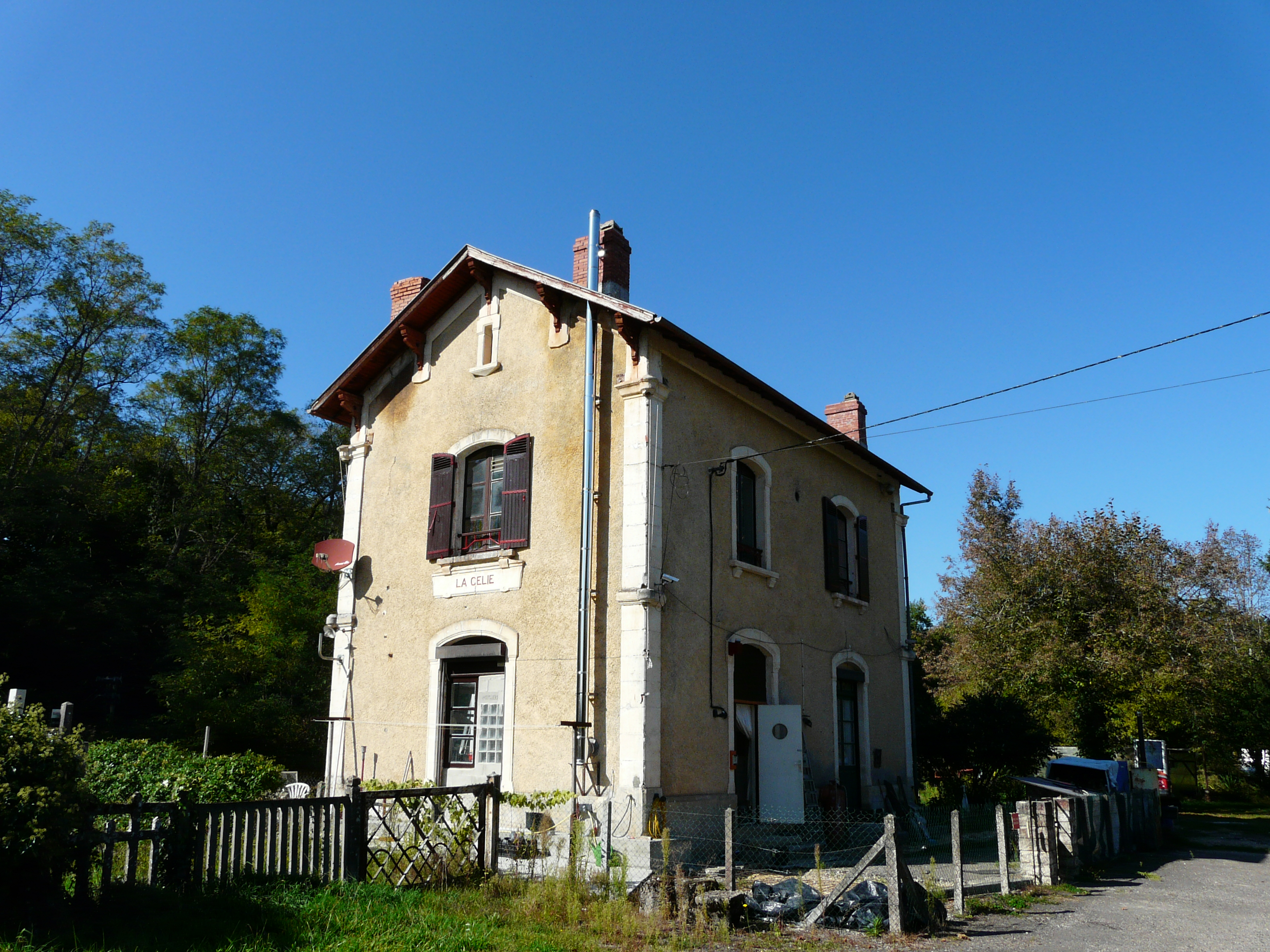
Вокзал Жели
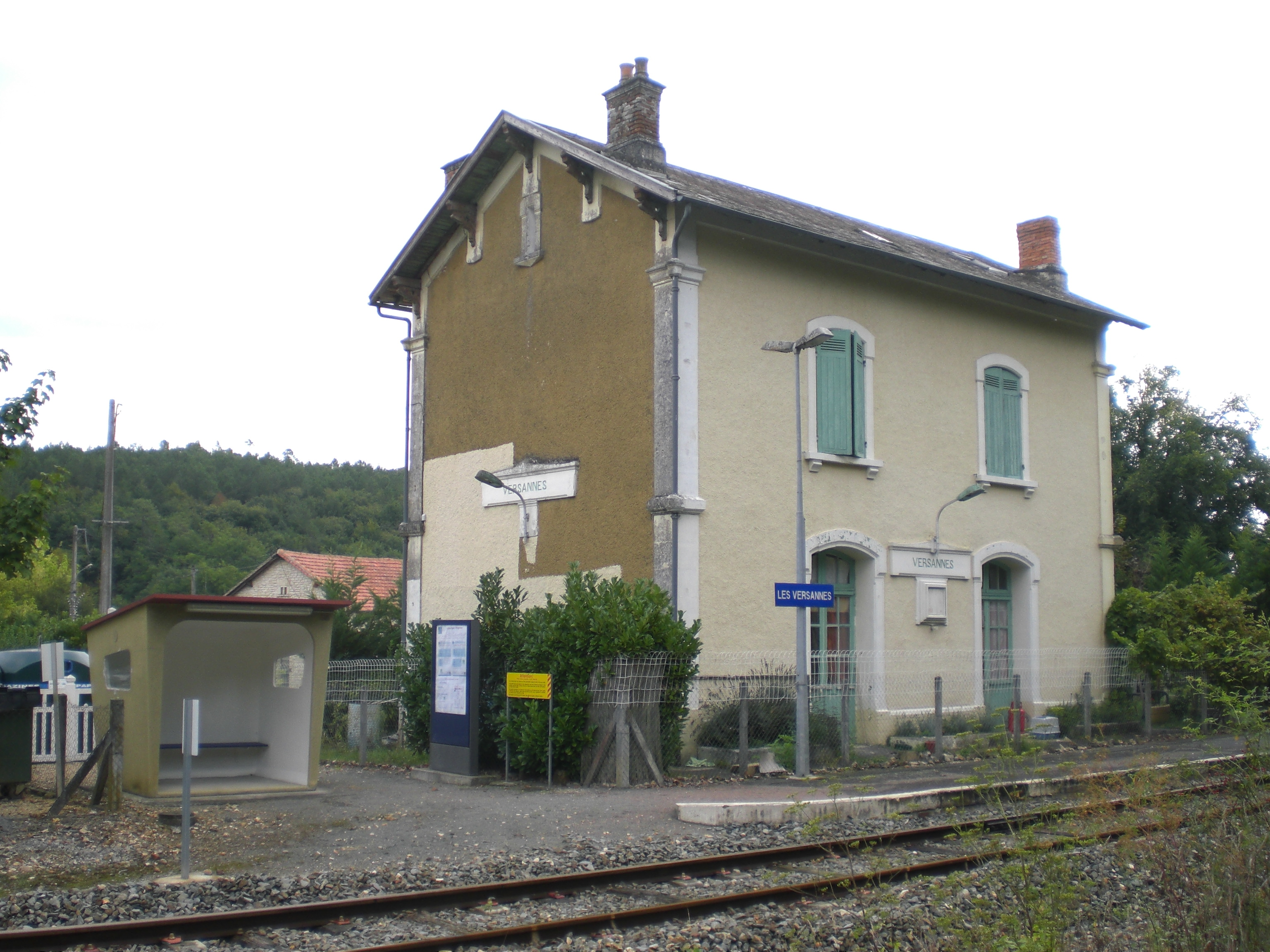
Вокзал Версан